# Братья Ларье
Арно Ларье (фр. Arnaud Larrieu; 31 марта 1966, Лурд, Франция) и Жан-Мари Ларье (фр. Jean-Marie Larrieu; 8 апреля 1965, Лурд, Франция) — французские братья кинорежиссёры и сценаристы, большинство своих фильмов они снимали вместе. 

## Биография
Начиная с 1987 года, Арно и Жан-Мари сняли свыше 10 фильмов. Их второй полнометражный фильм «Рисуй или занимайся любовью» (2005) был номинирован на «Золотую пальмовую ветвь» Каннского кинофестиваля. А в 2003 году их драма «Настоящий мужчина» получила главный приз за лучший сценарий на кинофестивале в Торонто. Одна из известных их работ — «Последний романтик планеты Земля» (2009) снята с участием французского актера Матье Амальрика. 